# Israelisch-syrische Beziehungen
Die Beziehungen zwischen Syrien und Israel sind seit der Gründung Israels 1948 von Konflikten geprägt. Beide Staaten befanden sich dreimal miteinander im Kriegszustand und im Sechstagekrieg eroberte Israel von Syrien die Golanhöhen und annektierte diese später. Syrien und Israel haben bis heute keine diplomatischen Beziehungen und befinden sich formal weiterhin im Kriegszustand – ein Friedensvertrag oder eine gegenseitige Anerkennung existieren nicht. Syrien hat die Rückgabe der Golanhöhen und die Gründung eines Palästinenserstaates zur Bedingung für die Aufnahme offizieller diplomatischer Beziehungen gemacht.

## Geschichte
Syrien beteiligte sich am arabischen Angriff auf den neuen Staat Israel im Palästinakrieg 1948/49. Beim Waffenstillstand 1949 wurde entlang der Grenze eine entmilitarisierte Zone eingerichtet. Dennoch kam es in den 1950er- und 1960er-Jahren zu tausenden Zwischenfällen an der syrisch-israelischen Grenze, da beide Seiten über den Status dieser Pufferzone und die Nutzung der Wasserressourcen (etwa des Jordan) stritten. Syrische Truppen nutzten das Hochplateau der Golanhöhen wiederholt als Basis für Artilleriebeschuss auf israelische Dörfer im Norden Israels. Israel schlug am 7. April 1967 zurück und schoss in einem Luftgefecht sechs syrische MiG-Kampfflugzeuge ab. Im Sechstagekrieg vom Juni 1967 eroberte Israel schließlich die Golanhöhen, die bis dahin zu Syrien gehört hatten. Die israelische Armee startete am 9. Juni 1967 eine Bodenoffensive gegen die stark befestigten syrischen Stellungen auf dem Golan und nahm das Gebiet innerhalb von zwei Tagen ein. Während der Kampfhandlungen flohen zwischen 80.000 und 130.000 syrische Einwohner von dort; lediglich etwa 7.000 Menschen – überwiegend Drusen – blieben auf dem Golan zurück. Die Verluste beliefen sich auf israelischer Seite auf 115 Gefallene, auf syrischer Seite auf rund 2.500. Syrien akzeptierte am 10. Juni 1967 einen Waffenstillstand, sodass die Front eingefroren wurde. Israel unterstellte die Golanhöhen einer Militärverwaltung. Die schwere Niederlage Syriens delegitimierte die dortige Regierung, was zur Machtübernahme durch Hafiz al-Assad 1971 bei einem Militärputsch führte.
Im Jom-Kippur-Krieg im Oktober 1973 versuchte Syrien, das verlorene Gebiet zurückzugewinnen. Die syrische Armee durchbrach am 6. Oktober 1973 die israelischen Linien und eroberte  zunächst weite Teile der südlichen Golanhöhen zurück. Nach einigen Tagen konnten israelische Gegenoffensiven jedoch die syrischen Truppen wieder vertreiben. Die Israelischen Verteidigungsstreitkräfte gingen dann ihrerseits zum Angriff über und rückten auf syrischem Gebiet bis auf etwa 30 Kilometer an die Hauptstadt Damaskus heran. Unter amerikanischer Vermittlung wurde am 31. Mai 1974 ein Abkommen unterzeichnet, das einen Waffenstillstand festschrieb. Gemäß der Vereinbarung wurde eine schmale Pufferzone auf dem Golan geschaffen, die vollständig entmilitarisiert blieb und von UN-Friedenstruppen (UNDOF) überwacht wird.  Israel behielt den größten Teil der Golanhöhen unter seiner Kontrolle, während Syrien rund 30 % des Gebietes (einen Streifen östlich der Pufferzone) zurückerhielt. In diesem von Syrien kontrollierten Areal liegen etwa 40 Dörfer und Kleinstädte. Israel räumte außerdem einen schmalen Streifen Land, in den die geflohenen Zivilisten zurückkehren konnten. Mit Hilfe der syrischen Regierung bauten sie ihre Dörfer wieder auf – mit Ausnahme der Stadt Kuneitra, die weiterhin in Trümmern liegen blieb.
Die folgenden Jahrzehnte blieben von Spannung geprägt. 1981 verabschiedete das israelische Parlament das Golanhöhen-Gesetz, womit Israel einseitig seine Gesetze und Verwaltung auf dem Golan ausdehnte, was de facto einer völkerrechtswidrigen Annexion gleichkam. Diese faktische Annexion wurde international nicht anerkannt – die Vereinten Nationen deklarieren das Gebiet seither als besetztes syrisches Territorium und erklärten Israels Rechtsanspruch für nichtig. 1982 standen sich syrische und israelische Truppen im libanesischen Bürgerkrieg gegenüber: In der Bekaa-Ebene im Libanon kam es zu schweren Gefechten zwischen der israelischen Luftwaffe und der in Libanon stationierten syrischen Armee. Dabei erzielte Israel einen durchschlagenden militärischen Erfolg: Im Juni 1982 schossen israelische Kampfflugzeuge in der Operation „Mole Cricket 19“ mehr als 60 syrische Flugzeuge ab und zerstörten 29 von 30 syrischen Flugabwehrraketen-Stellungen – ohne eigene Verluste. Syrien konnte trotzdem bis 2006 militärisch im Libanon verbleiben, wo es die Schiitenmiliz Hisbollah aufbaute, welche in der Folgezeit zu einer der erbittertsten Gegnern der Israelis in der Region aufstieg.
Trotz der anhaltenden Feindschaft gab es ab den 1990er-Jahren diplomatische Bemühungen um Frieden. 1991 nahmen Syrien und Israel an der Madrider Friedenskonferenz teil. In den Jahren 1999/2000 führten Israels Premierminister Ehud Barak und Syriens Außenminister Faruk al-Scharaa hochrangige Verhandlungen über einen Friedensvertrag. Im Kern ging es um die Rückgabe der Golanhöhen gegen eine Friedensvereinbarung und Anerkennung Israels. Diese Gespräche scheiterten jedoch im Januar 2000 letztlich an Streitfragen über den genauen Grenzverlauf am Ufer des Sees Genezareth (Tiberiasee), der Israels wichtigste Trinkwasserquelle darstellt. Syrien bestand auf einem Zugang zum See, während Israel dies ablehnte. Ein Unterschied von wenigen hundert Quadratmetern am Nordostufer des Sees erwies sich als unüberwindbares Hindernis.  Im Mai 2008 gab Israel bekannt, indirekte Gespräche mit Syrien unter Vermittlung der Türkei aufzunehmen. Doch auch diese Bemühungen brachen ab und 2010 erteilte Israels Außenminister Avigdor Lieberman einer Rückgabe  der Golanhöhen eine Absage, kurz bevor in Syrien 2011 der Aufstand gegen das Regime von Baschar al-Assad begann.
Nach Ausbruch des syrischen Bürgerkriegs 2011 blieben offizielle Kontakte aus. Israel und Syrien vermieden einen offenen direkten Konflikt, doch die instabile Lage in Syrien führte zu neuen Spannungen. Israel verstärkte seine Truppenpräsenz auf den besetzten Golanhöhen, um ein Übergreifen der Kämpfe auf sein Gebiet zu verhindern. Zudem griff die israelische Luftwaffe ab 2013 wiederholt Ziele in Syrien an. Diese Luftschläge zielten vor allem darauf ab, hochmoderne vom Iran gelieferte Waffen in Syrien zu zerstören, bevor sie an die libanesische Hisbollah-Miliz weitergegeben werden konnten. Syrien und seine Verbündeten (Iran und die Hisbollah) verzichteten ihrerseits trotz dieser Angriffe zunächst auf direkte Vergeltungsschläge gegen Israel, um einen Zweifrontenkrieg zu vermeiden. Ab 2017 nutzte Israel die Präsenz iranischer Streitkräfte in Syrien als Begründung, um seine Luftoffensive auszuweiten. Immer wieder wurden iranische Stützpunkte, Waffendepots und Konvois innerhalb Syriens von israelischen Raketen getroffen. Im Dezember 2023 tötete Israel Sejed-Rasi Mussawi, einen General der iranischen Revolutionsgarde, bei einem Luftangriff in der Nähe von Damaskus.
Im Dezember 2024 kam es zum Sturz des Assad-Regimes in Damaskus. Der Langzeit-Machthaber floh außer Landes, und die islamistische HTS-Miliz übernahm die Kontrolle in weiten Teilen Syriens. Israel nutzte diese Machtvakanz, um vollendete Tatsachen zu schaffen. Unmittelbar nach dem Sturz Assads begann die israelische Luftwaffe, verbliebene militärische Einrichtungen in Syrien massiv zu bombardieren – insbesondere in den Regionen um Latakia und Tartus sowie nahe Damaskus. Als Begründung gab die israelische Führung an, man wolle verhindern, dass gefährliche Waffensysteme wie verbliebene Chemiewaffen oder Langstreckenraketen in die Hände extremistischer Milizen fallen. Durch die Angriffe wurden 70 bis 80 Prozent der syrischen Militärausrüstung zerstört, wobei zwei UN-Sonderberichterstatter die Präventivschläge als Verstoß gegen das Völkerrecht bezeichneten. Zeitgleich rückten Einheiten des israelischen Heeres in die von der UNO überwachte Pufferzone zwischen den Golanhöhen und Syrien vor und nahmen syrisches Staatsgebiet ein. Die Regierung Netanjahu betonte, diese Truppenpräsenz sei „vorübergehend“ und diene dem Schutz der eigenen Bevölkerung im Norden Israels, bis die Sicherheit an der Grenze wiederhergestellt sei. Die Zukunft der Beziehungen des neuen syrischen Regimes zu Israel blieb allerdings vorerst ungewiss.
Im Juli 2025 bombardierten die israelischen Streitkräfte das syrische Verteidigungsministerium. Zuvor war es zu Massakern von syrischen Regierungstruppen an drusischen Zivilisten in Südsyrien gekommen.

## Streitpunkte

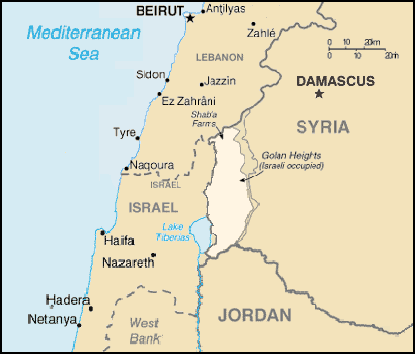
Die Golanhöhen zwischen Israel und Syrien

Seit 1974 gilt zwar ein Waffenstillstand entlang der gemeinsamen Grenze, doch grundlegende Konfliktfragen blieben ungelöst. Der zentrale Streitpunkt ist das Territorium der Golanhöhen. Syrien betrachtet den Golan, der 1967 von Israel erobert und seit 1981 annektiert wurde, als unveräußerlichen Bestandteil seines Staatsgebiets und fordert dessen vollständige Rückgabe. Alle syrisch-israelischen Friedensverhandlungen sind letztlich daran gescheitert, dass Syrien die Räumung der Golanhöhen und einen Grenzverlauf entlang der Linien vom 4. Juni 1967 (also einschließlich der Ufer des Sees Genezareth) verlangt.  Israel hingegen weigert sich, dieses strategisch und wirtschaftlich wichtige Hochland aufzugeben. International steht Israels Anspruch auf die Golanhöhen auf dünnem Fundament: Die Vereinten Nationen und die meisten Staaten betrachten das Gebiet nach wie vor als von Israel besetzt und erkennen die Souveränität Israels dort nicht an. Selbst enge Verbündete Israels lehnen eine einseitige Anerkennung der Annexion ab – eine Ausnahme bildete 2019 die US-Regierung unter Donald Trump.
Ein weiterer Konfliktfaktor sind die Wasserressourcen der Region. Die Golanhöhen umfassen wichtige Quellgebiete (wie die Banyas-Quelle des Jordan) und grenzen an den See Genezareth, der Israels größte Süßwasserreserve darstellt. Syrien drängte in Friedensgesprächen darauf, wieder direkten Zugang zum See zu erhalten. Bereits in den 1960er-Jahren hatte der Versuch Syriens, Wasserzuflüsse des Jordan abzuleiten, zu erheblichen Spannungen mit Israel geführt. Für Israel ist die Kontrolle dieser Ressourcen von großer Bedeutung, was die Verhandlungen zusätzlich erschwert.
Darüber hinaus stehen sich beide Staaten politisch und ideologisch feindlich gegenüber. Syrien hat den Staat Israel seit dessen Gründung niemals offiziell anerkannt. Unter Hafiz al-Assad und später unter Baschar al-Assad unterstützte die syrische Regierung lange Zeit militant anti-israelische Gruppen und gehörte der Achse des Widerstands an, bestehend aus Kräften wie der Hisbollah, Hamas, dem Iran und Assad-Syrien. Die Präsenz iranischer Revolutionsgarden und pro-iranischer Milizen auf syrischem Boden während des Bürgerkriegs sorgte für israelische Angriffe, die Syrien als Verletzung seiner Souveränität brandmarkte. Unter Assad war Israel eine ideologischer Hauptfeind in Presse und Bildungswesen, wo Antisemitismus und Hass auf Israel verbreitet wurde. In der unmittelbaren Zeit nach dem Sturz von Assad war eine Änderung des Fokus der Berichterstattung in syrischen Medien, wobei Israel nun weniger im Fokus stand und weniger Negativ über das Land berichtet wurde.

## Wirtschaftsbeziehungen

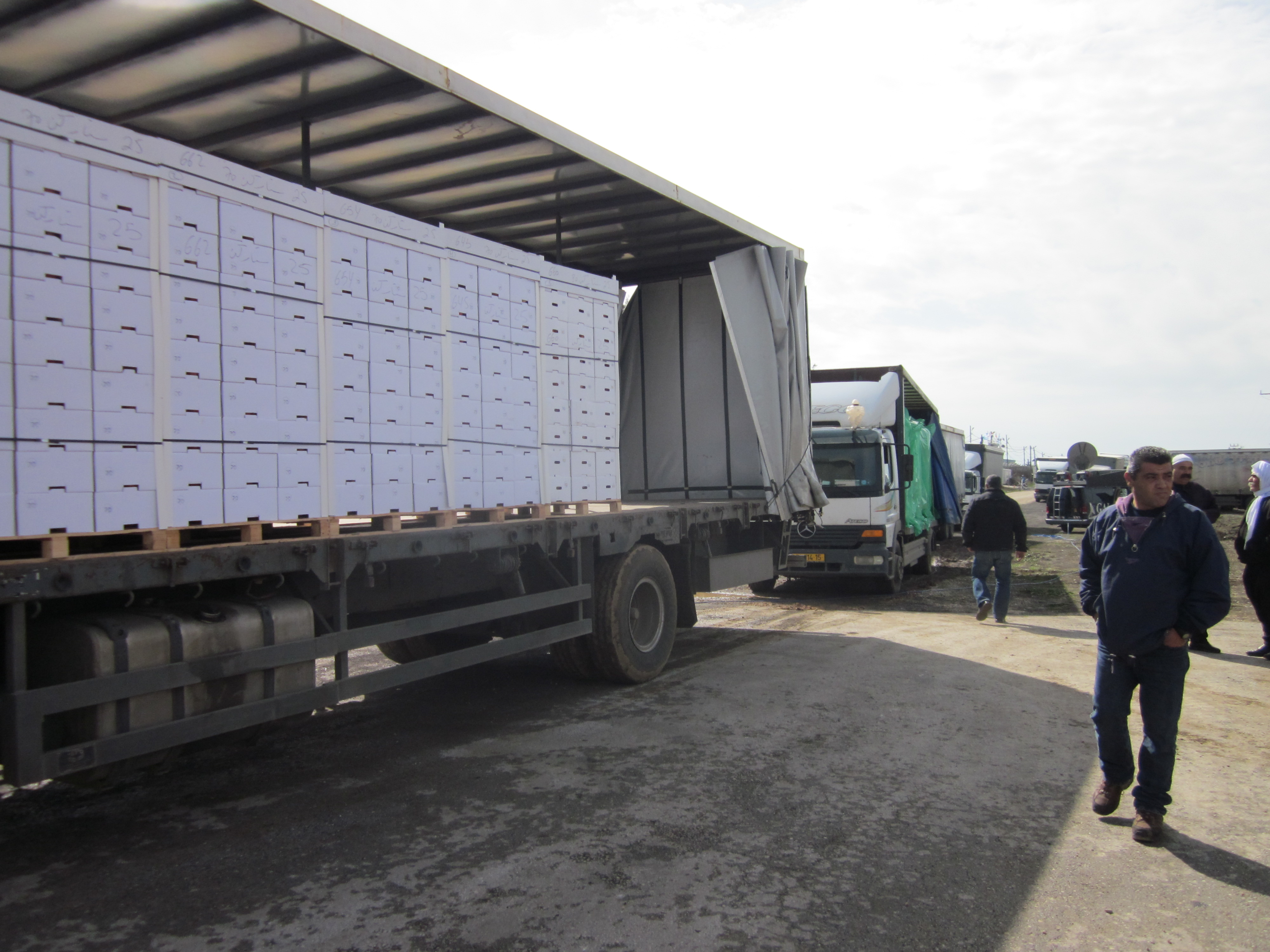
Israelische Apfellieferungen aus Syrien am Grenzübergang Quneitra

Direkte wirtschaftliche Beziehungen zwischen Syrien und Israel existieren praktisch nicht. Aufgrund des anhaltenden Konfliktzustands und fehlender diplomatischer Anerkennung gibt es weder Handel noch offizielle Kooperation in Wirtschaft oder Infrastruktur. Beide Länder verhängten wechselseitig Boykotte; Syrien ist Teil des Arabischen Boykotts gegen Israel, und israelische Firmen dürfen in Syrien nicht tätig sein.
Als Ausnahme akzeptiert Syrien seit 2004 Äpfel aus den von Israel besetzten Golanhöhen über den Grenzübergang Quneitra. Im Jahr 2010 nahm Syrien rund 10.000 Tonnen Äpfel an, die von drusischen Bauern in den Golanhöhen angebaut worden waren. Das drusische Dorf Madschdal Schams wird zudem von Syrien aus mit Wasser versorgt. Im begrenzten Ausmaß ist zudem Reiseverkehr für drusische Israelis nach Syrien möglich.